# Санта-Констанца
Санта Констанца (італ. Chiesa di Santa Costanza) — церква в Римі, побудована близько 330 року Костянтином Великим. Спочатку будівля була задумана як мавзолей для його дочок — Констанції (також її називали Константина) та Олени. При вшануванні Костянтина як святого, спочатку переробили мавзолей на баптистерій, а потім 1254 року на церкву з італійським ім'ям Санта Констанца.
При реставрації храму 1620 року масивний порфіровий саркофаг Константини був переміщений до папської збірки старожитностей до музею Пія-Климента у Ватикані. Головним скарбом мавзолею нині є мозаїки IV століття.

## Будівля

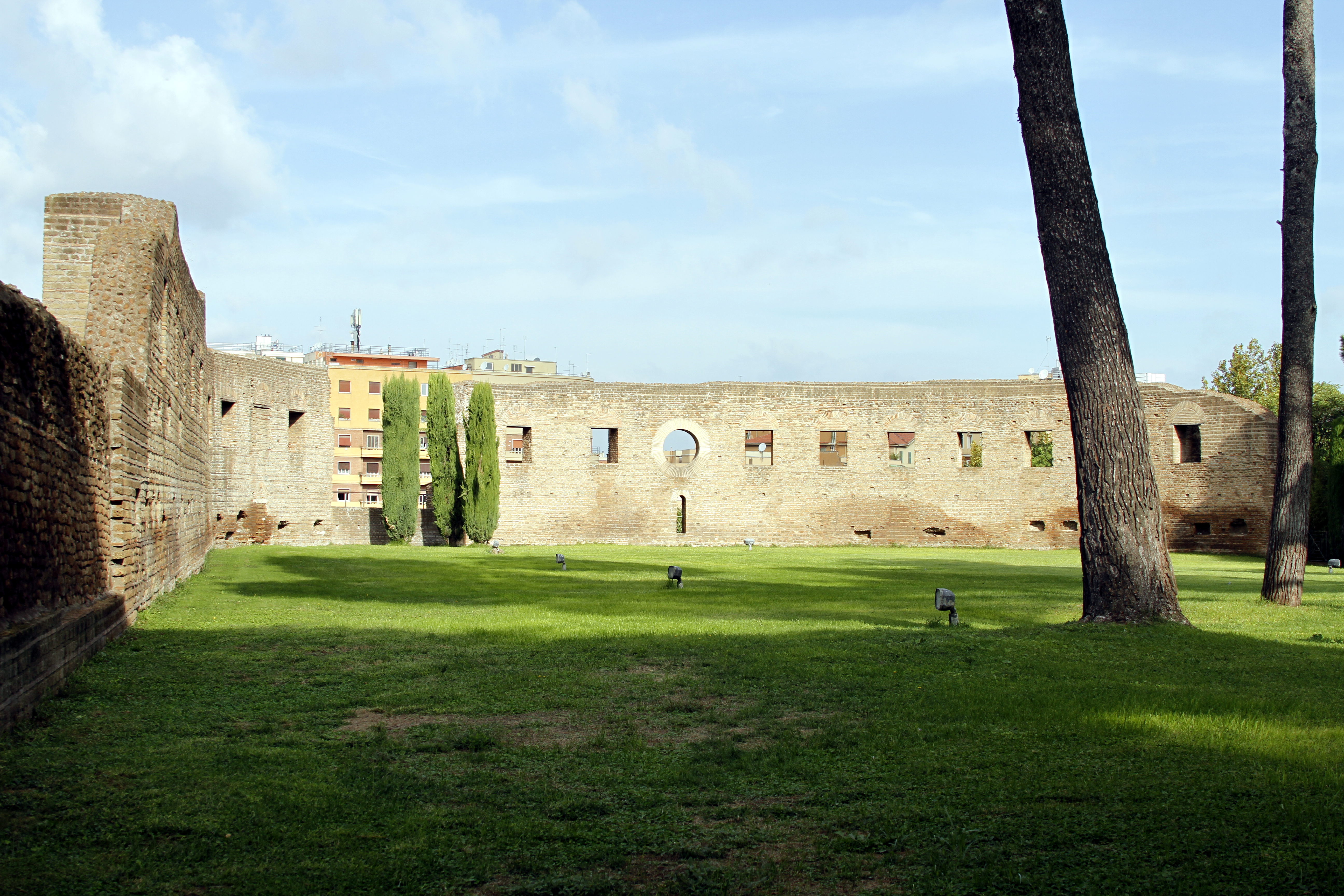
Руїни базиліки

Ротонда була довший час оточена проходом з колон, які, проте мали лише естетичну функцію. Вони є тепер зруйнованими як і нартекс. Наявні сьогодні частини будівлі є лише частково оригінальні.
Центральне приміщення накрите 11,5 м діаметром бетонним куполом, укріпленим цегляними ребрами. Воно також прикрашене інкрустаціями з мармуру.

## Галерея

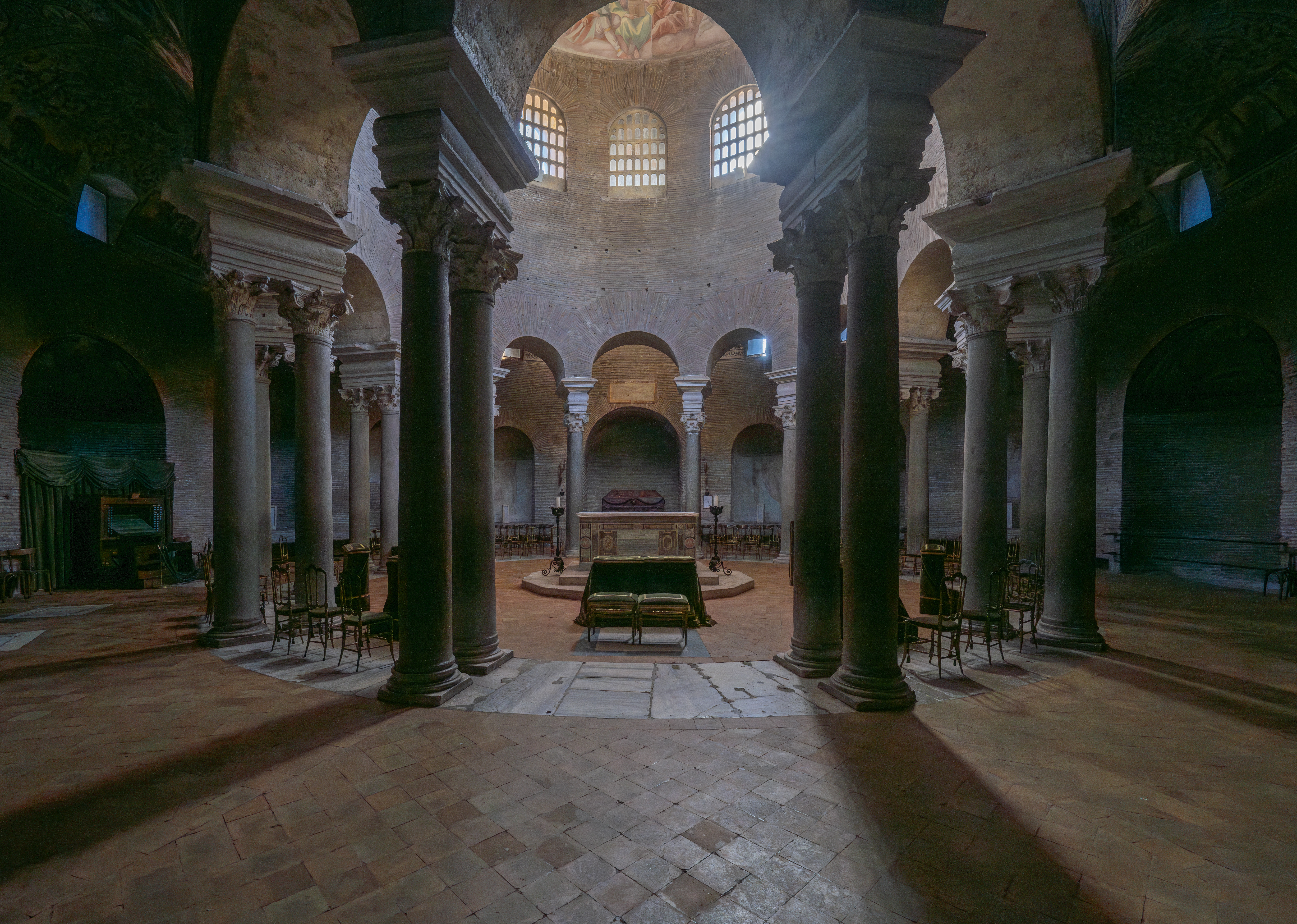
Інтер'єр
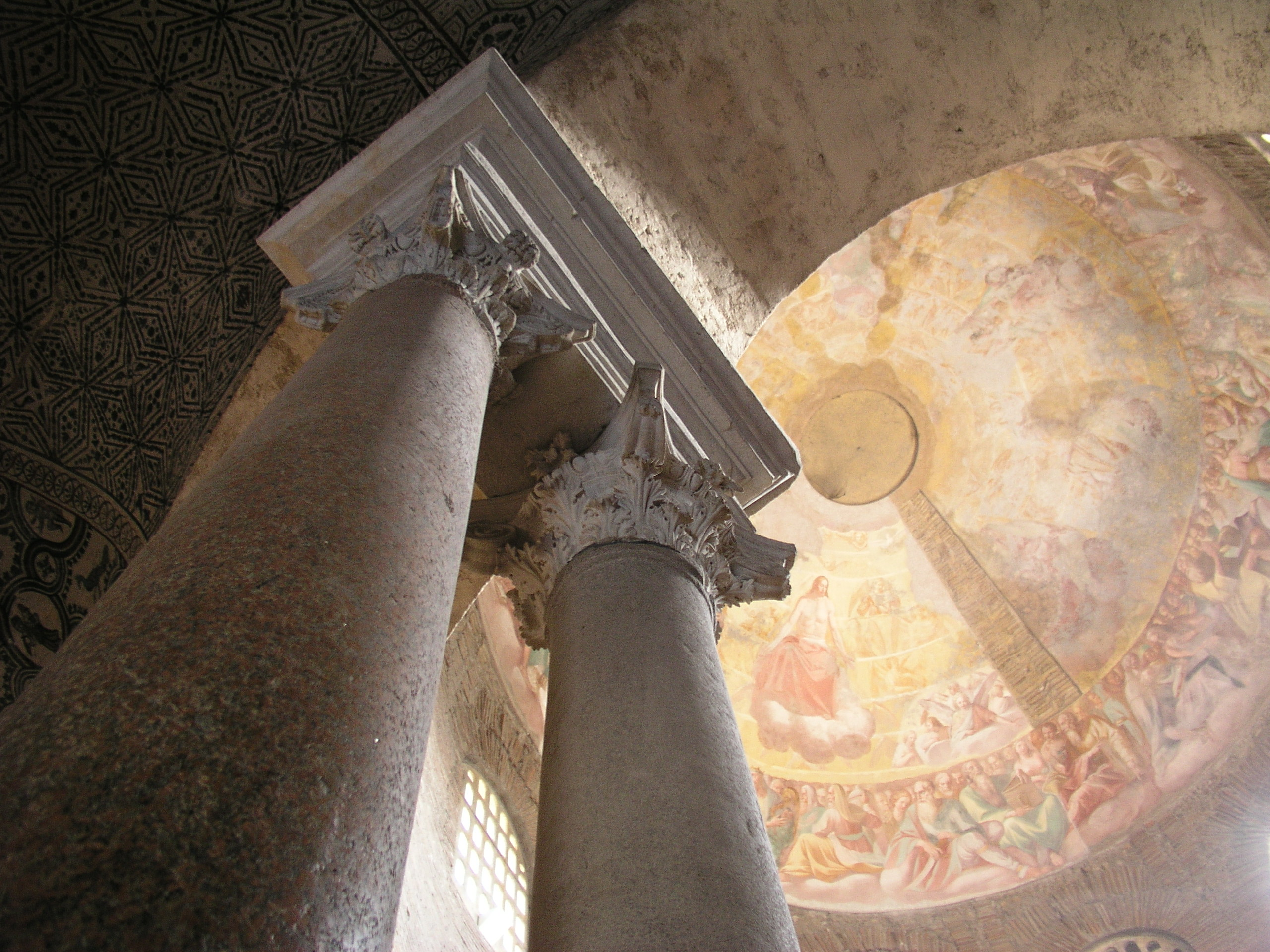
Інтер'єр
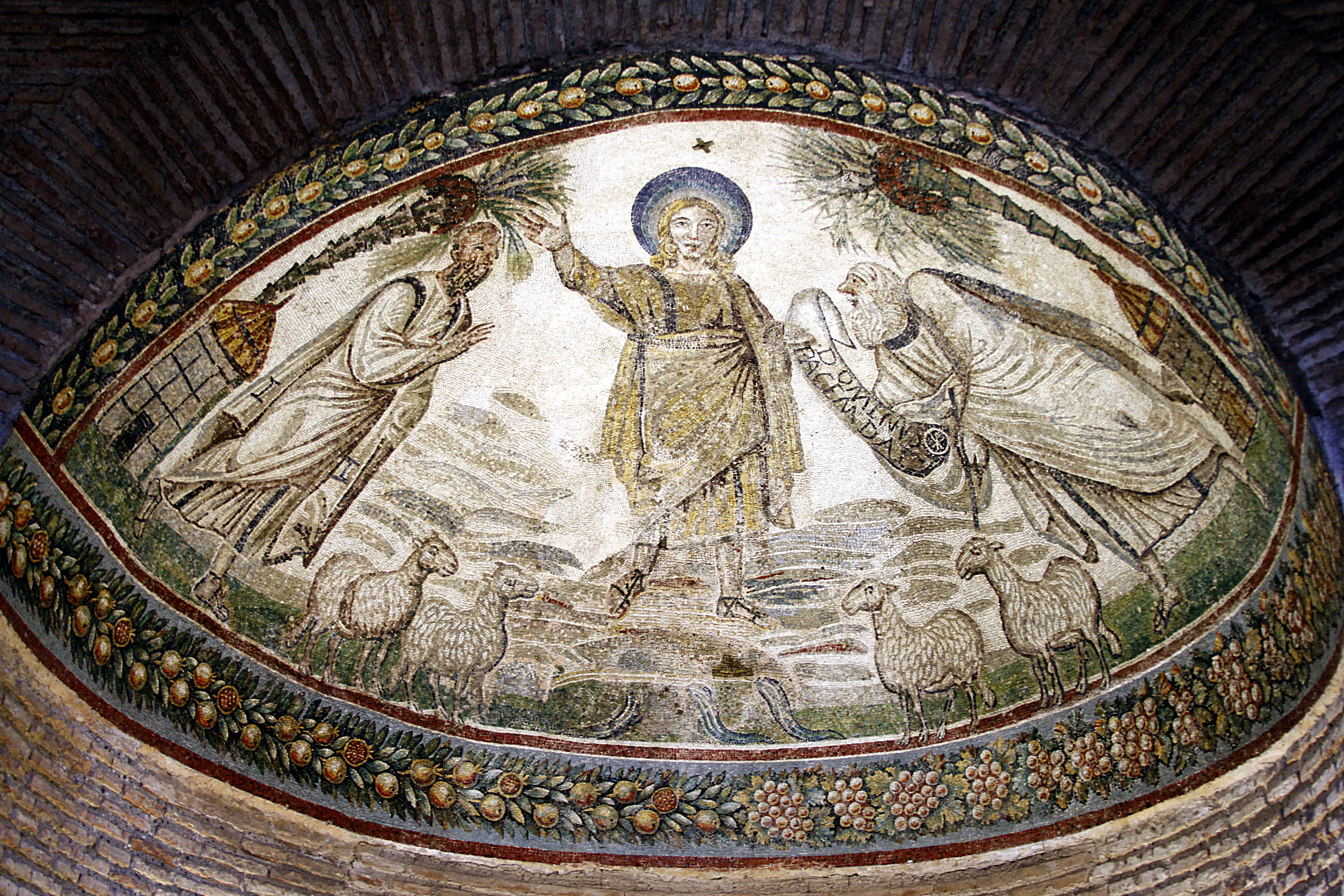
Мозаїка
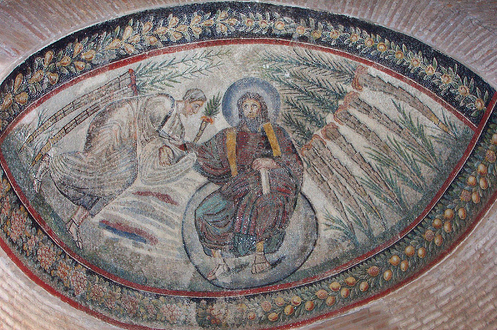
Мозаїка
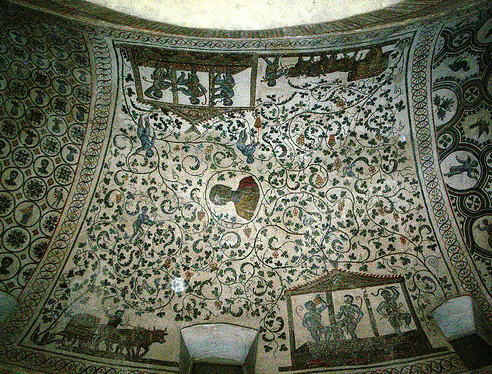
Мозаїка